# Затакт

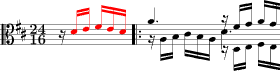
И. С. Бах: Начало Хоральной прелюдии для педали органа «Valet will ich dir geben» BWV736, с анакрузой, выделенной здесь красным цветом

Зата́кт (в музыке) — неполная доля такта, предшествующая первой доле последующего такта. «Затактом» («затактовой фигурой» или «анакрузой») также называют один или несколько звуков в начале пьесы, которые записываются перед первой тактовой чертой.
Затакт служит:
- Для изменения расположения сильных и слабых долей в такте, путём сдвига ритмического рисунка, например, если в каждом такте за сильной долей идут две слабых (сильная-слабая-слабая), то при затакте в одну долю в каждом такте сильная доля идёт после двух слабых (слабая-слабая-сильная), а при затакте в две доли сильная доля располагается между слабых (слабая-сильная-слабая).
- Для дробления долей в такте.